# Mytisjtji Arena
Mytisjtji Arena är en inomhusarena i Mytisjtji i Ryssland. 
Arenan ligger 2 mil utanför Moskva, som staden arrangerade VM i ishockey 2007 tillsammans med. Arenan byggdes 2006 och rymmer 9 000 åskådare. Arenan är hemmaarena för ishockeylaget Atlant Mytisjtji som spelar i Tarasov Division i KHL.